# Space Fence
Lo AN/FSY-3 Space Fence è un sistema di sorveglianza spaziale operato dalla United States Space Force in grado di tracciare gran parte dei satelliti artificiali e dei detriti spaziali in orbita terrestre.

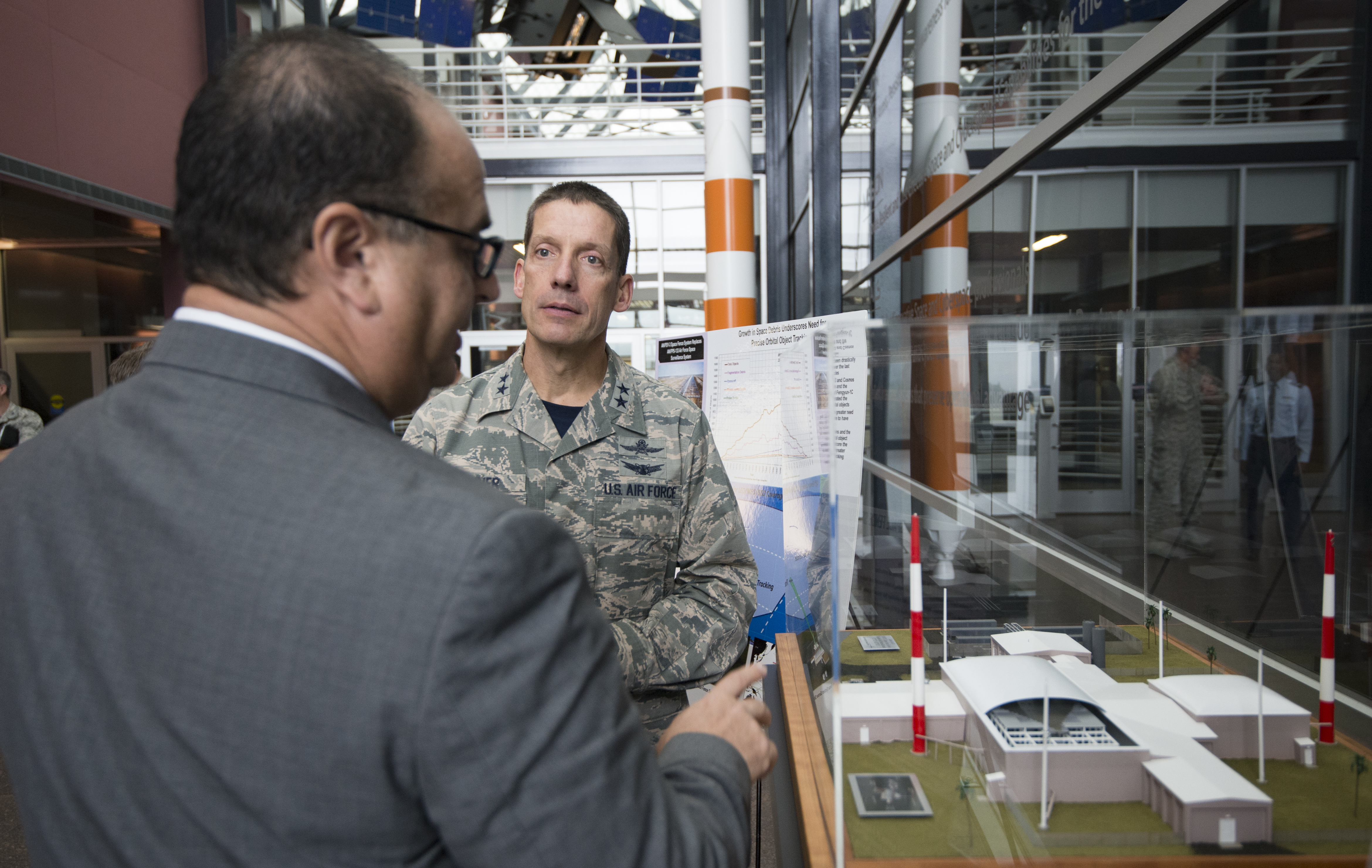
Presentazione del modellino del primo sito, presso lo US Space Command, 2017

## Storia
Lo Space Fence Program è stato avviato dall'USAF nel 2005, e prevedeva lo sviluppo di un sistema di radar in banda S dispersi geograficamente, i quali fornivano una capacità 24 ore su 24, 7 giorni su 7, di trovare, fissare e tracciare tutti gli oggetti, anche i più piccoli, in orbita bassa. Il sistema avrebbe dovuto sostituire il VHF Air Force Space Surveillance System (AFSSS). Nel 2014 la commessa fu assegnata alla Lockheed Martin.

## Descrizione
Ogni sito dispone di due schiere di antenne a fase digitali separate, una per trasmettere ed una per ricevere. Le schiere di antenne digitali, particolarmente quelle che utilizzano la formazione dei fasci di segnale di tipo digitale, sono capaci di produrne molteplici indipendenti tra loro per sostenere funzioni simultanee e ridurre le dimensioni della schiera di antenne in relazione alla funzione che stanno svolgendo. Queste funzioni sono svolte simultaneamente a frequenze differenti all'interno della banda operativa. Le dimensioni sono di 36.000 elementi per la parte trasmittente e 86.000 per quella ricevente.

## Impiego operativo
L'United States Space Force ha dichiarato che il primo sito, sull'Atollo di Kwajalein, nelle Isole Marshall, è operativo dal 28 marzo 2020.
Esso è gestito dal 20th Space Surveillance Squadron, Space Delta 2.
Un secondo sito è previsto in costruzione in Australia Occidentale, presso Exmouth.